# عادل العربي
عادل العربي (من مواليد 30 يونيو 1988 في إديجيم) هو مخرج سينمائي وكاتب سيناريو بلجيكي من أصول مغربية يعيش حاليا في برشم-سانت-أجاث.

## الدراسة والبدايات
تخرج عادل العربي في حرم كلية LUCA School of Arts في بروكسل مع صديقه بلال فلاح، الذي شاركه في إخراج جميع أفلامه. في عام 2011، أنتج عادل العربي وبلال فلاح فيلم تخرجهم تحت عنوان Broeders، مما مكنهم من الفوز بمنحة قدرها 60,000 يورو لتمويل الفيلم الثاني Image.

## أعماله

### أفلام
- 2010 : «أستغفرو» (فيلم قصير)
- 2011 : Broeders (شارك في إخراجه مع بلال فلاح) (فيلم قصير)
- 2014 : Image (شارك في إخراجه مع بلال فلاح)
- 2015 : Black[4] (شارك في إخراجه مع بلال فلاح)
- 2018 : Patser (شارك في إخراجه مع بلال فلاح)
- 2020 : فتيان أشقياء للأبد (شارك في إخراجه مع بلال فلاح)
- 2022: Rebel المتمرد (شارك في إخراجه مع بلال فلاح)

### مسلسلات
- 2012 : Bergica (أيضا كممثل)

### فيديو كليبات
- 2014 : أغنية "03" لمجموعة "NoMoBS" البلجيكية (شارك في إخراجه مع بلال فلاح)
- 2016 : أغنية "Melody" للمغني ديميتري فيغاس ولايك مايك يمشاركة ستيف أوكي وأوميت أوزجان(شارك في إخراجه مع بلال فلاح)
- 2018 : أغنية "When I Grow Up" للمغني ويز خليفة  (شارك في إخراجه مع بلال فلاح)

## وصلات خارجية
- عادل العربي على موقع IMDb (الإنجليزية)
- عادل العربي على موقع ألو سيني (الفرنسية)
- عادل العربي على موقع أول موفي (الإنجليزية)
- عادل العربي على موقع قاعدة بيانات الفيلم (الإنجليزية)
- عادل العربي على موقع كينوبويسك (الروسية)